# Avia B.534
Авиа B.534 (чеш. Avia B.534) — чехословацкий одноместный истребитель периода Второй мировой войны. Представлял собой цельнометаллический биплан с закрытой кабиной и неубирающимся шасси. Спроектирован в КБ фирмы «Авиа» под руководством Франтишека Новотны. Являлся дальнейшим развитием конструкции опытного истребителя Avia B.34. Первый полет опытный самолет, переделанный из второго опытного В.34 совершил 25 мая 1933 года. Серийное производство начато в сентябре 1934 года. Строился заводами «Авиа», «Аэро» и «Летов» в Праге.

## Описание
Серийные истребители были вооружены четырьмя пулемётами vz.30.

## Варианты и модификации
Истребитель Avia B.534 выпускался в нескольких различных модификациях.
- Avia B-134 — первый прототип, с двигателем воздушного охлаждения Walter Mistral K 14Kbs
- Avia B-234 — второй прототип, с двигателем Avia R-29
- Avia B-434 — прототип с двигателем Hispano-Suiza HS-12Xbrs
- B-534/1 — первый предсерийный прототип с двигателем Hispano-Suiza HS-12Ydrs
- B-534/2 — второй предсерийный прототип, с закрытой кабиной
- Avia В-534-І

## Страны-эксплуатанты
- Avia B-534.217, на котором Франтишек Циприх после начала Словацкого национального восстания сбил 2 сентября 1944 венгерский  Junkers Ju 52/3m. Чехословакия — в марте 1939 года на вооружении имелось около 450 истребителей Avia B.534[2]

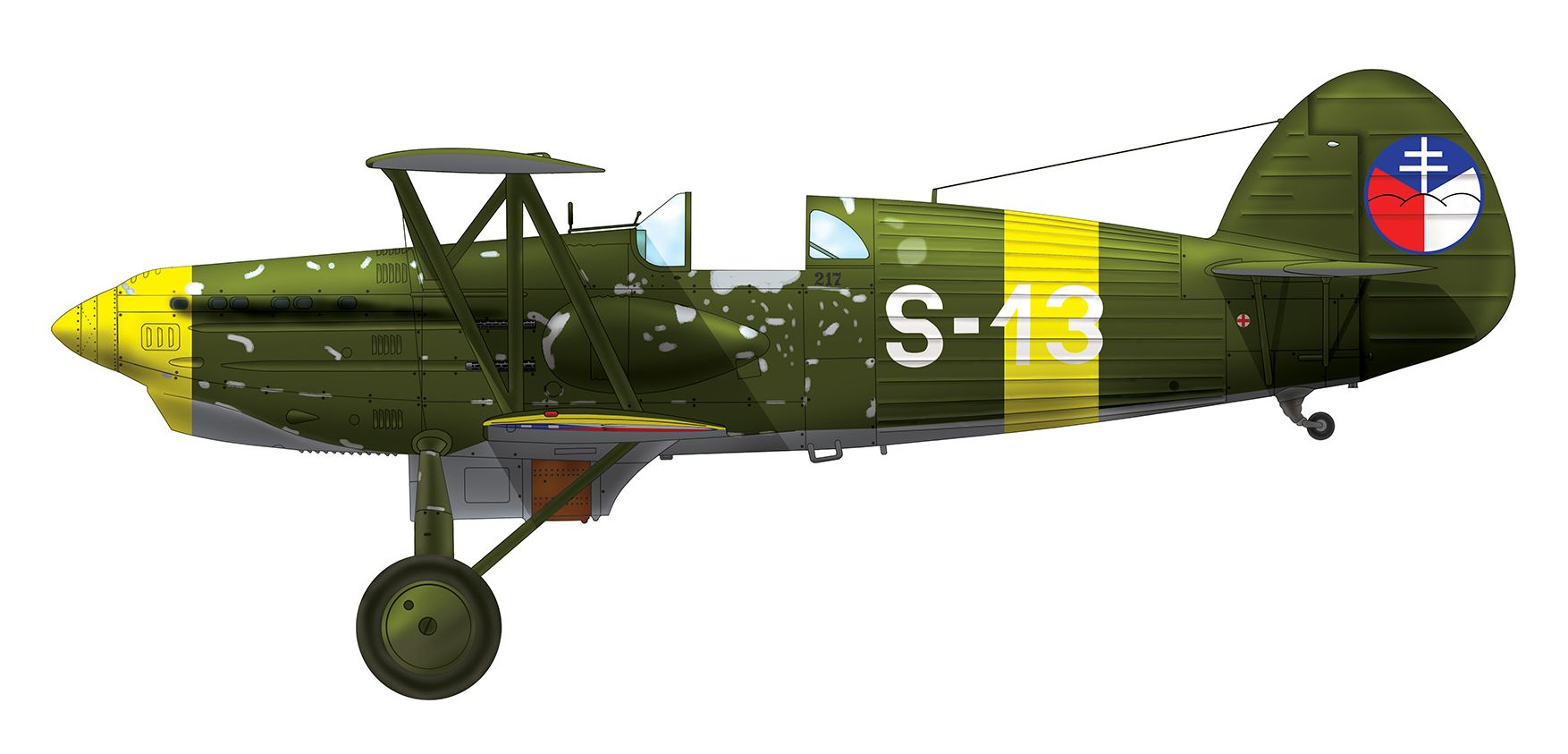
Avia B-534.217, на котором Франтишек Циприх после начала Словацкого национального восстания сбил 2 сентября 1944 венгерский Junkers Ju 52/3m.

- Греция — 6 истребителей закуплены в Чехословакии[2]
- Великобритания — один Avia B.534 был куплен в Чехословакии Министерством авиации Великобритании для динамических, лётных и эксплуатационных испытаний[3]
- Югославия — 14 поставлены в Югославию из Чехословакии[2]
- Болгария — 78 самолётов (из них, 12 шт. поставлены в 1936 году из Чехословакии, остальные получены от немцев после оккупации Чехословакии в марте 1939 года)[2]. Были приняты на вооружение ВВС под наименованием «Доган»[1]
- нацистская Германия — после аннексии Судетской области в октябре 1938 года и немецкой оккупации Чехословакии в марте 1939 года чехословацкие самолёты оказались в распоряжении Третьего рейха, несколько истребителей использовались люфтваффе для обучения пилотов и буксировки планеров DFS 230[2]
- Словакия — после провозглашения независимости в марте 1939 года, в распоряжении правительства Словакии остался 71 истребитель Avia B.534 из состава военно-воздушных сил Чехословакии[4], 65 из них поступили на вооружение военно-воздушных сил Словакии[2]
- Партизанские военно-воздушные силы Словакии

## Тактико-технические характеристики (B-534 IV)
Источник данных: Aircraft of the Third Reich Vol.1

Технические характеристики
- Экипаж: 1
- Длина: 8,1 м
- Размах крыла: 9,4 м
- Высота: 3,15 м
- Площадь крыла: 23.56 м²
- Масса пустого: 1 460 кг
- Максимальная взлётная масса: 1 980 кг
- Силовая установка: 1 × Hispano-Suiza 12Ydrs
- Мощность двигателей: 1 × 849 л.с. (1 × 633 кВт)
- Воздушный винт: двухлопастный

Лётные характеристики
- Максимальная скорость: 405 км/ч (на 4400 м)
- Крейсерская скорость: 345 км/ч
- Практическая дальность: 600 км
- Практический потолок: 10 600 м
- Скороподъёмность: 15,15 м/с
- Нагрузка на крыло: 84 кг/м2
- Тяговооружённость: 0,319 кВт/кг

Вооружение
- Стрелково-пушечное: 4x 7,92-мм пулемёта Vz. 30 (по 250–300 патронов на ствол)
- Бомбы: 6× 10 кг или 4x 20 кг